# Pontiac (náčelník)
Pontiac nebo Obwandiyag (asi 1720 – 20. duben 1769, česky někdy Pontiak) byl náčelníkem indiánského kmene Ottawů a stal se slavným díky své roli v tzv. Pontiacově povstání v letech 1763-1766, což byl boj mnoha severoamerických indiánských kmenů proti britské přítomnosti v oblasti Velkých kanadských jezer následující po tzv. francouzské a indiánské válce. Historikové se neshodují na tom, jak důležitou roli hrál Pontiac v tomto povstání. Díla z 19. století ho zobrazují jako organizátora a vůdce bojů, zatímco mnohé modernější interpretace ho považují za lokálního náčelníka s omezeným vlivem.

## Rané období
Existuje minimum spolehlivých informací o Pontiacovi před rokem 1763. Narodil se zřejmě mezi léty 1712-1725 v ottawské vesnici na řece Detroit nebo Maumee. Etnická příslušnost jeho rodičů je nejistá. Podle ottawské tradice z 18. století byl Pontiacův otec Ottawa a jeho matka z kmene Odžibvejů, nicméně jiná tradice tvrdí, že jeden z jeho rodičů pocházel z kmene Miami. Každopádně Pontiac byl svými současníky vždy považován za Ottawu. V roce 1747 již byl válečným náčelníkem, když se připojil k silám Nové Francie proti povstání, které vedl huronský náčelník Nicholas Orontony. Během francouzské a indiánské války v letech 1754-1760 podporoval francouzskou stranu. Ačkoli pro to neexistuje přímý důkaz, je pravděpodobné, že se mj. podílel na slavném vítězství Francouzů a Indiánů nad vojskem generála Braddocka 9. července 1755. Slavný britský voják ranger Robert Rogers uvádí, že se s Pontiacem setkal v roce 1760, nicméně současní historikové považují Rogersův příběh za nespolehlivý. Rogers napsal o Pontiacovi v roce 1765 hru nazvanou Ponteach: neboli divoši Ameriky (Ponteach: or the Savages of America), která přispěla k šíření Pontiacovy slávy a započala proces mytologizace ottawského náčelníka.

## Příčiny a průběh povstání

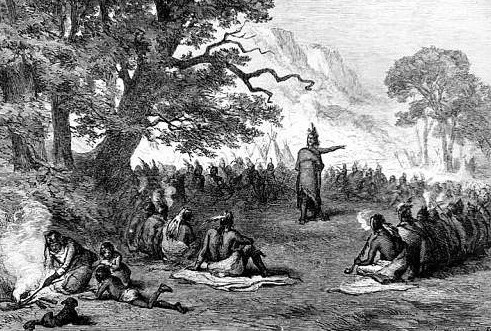
Pontiac hovoří k radě

Po francouzské a indiánské válce, v níž Francouzi prohráli a ztratili své pozice v Severní Americe, rostla u bývalých domorodých spojenců Francouzů nespokojenost s politikou a obchodními praktikami vítězných Britů, kteří převzali francouzskou doménu a obsadili většinu pevností v oblasti Velkých jezer. Architekt britské indiánské politiky generál Jeffrey Amherst rozhodl o zastavení přísunu zásob (darů), které byly Francouzi tradičně mezi Indiány distribuovány z jednotlivých pevností. Považoval je za uplácení. Navíc Francouzi dodávali Indiánům střelný prach a munici. Indiánští bojovníci používali ve velkém rozsahu pušky, tudíž na tom závisela obživa jich a jejich rodin a zároveň s nimi lovili kožešinovou zvěř pro obchod. Amherst nicméně nedůvěřoval svým dřívějším nepřátelům (naprostá většina jezerních kmenů se aktivně zúčastnila války na francouzské straně) a dodávky munice zastavil.
Indiáni byli s touto britskou politikou krajně nespokojeni. Pontiac a mnozí další náčelníci začali plánovat odpor. Příčinou však nebyla jen tato britská politika. V té době se šířilo mezi domorodými kmeny náboženské obrození inspirované lenapským (delawarským) prorokem Neolinem. Ten brojil proti domorodé závislosti na evropském zboží a tvrdil, že Indiáni by se měli vrátit ke svým tradicím, přestat s alkoholem, odvrátit se od materializmu a polygamie. Neolin navíc prohlašoval, že Velký duch vyzývá domorodce, aby vyhnali Angličany ze své země. Na Pontiaca mělo toto „učení“ zřejmě velký vliv. Je však pravděpodobné, že neuvažoval o vyhnání všech bělochů, ale jeho cílem bylo umožnit návrat oblíbených Francouzů do oblasti Velkých jezer. Doufal, že vyžene britské vojáky a znovuoživí ceněnou francouzsko-indiánskou alianci.
27. dubna 1763 proběhla asi deset mil od pevnosti Detroit (za Francouzů zvané Fort Ponchartrain du Detroit) velká porada. Pontiac naléhal na přítomné, aby se k němu připojili při plánovaném překvapivém útoku na pevnost Detroit. 1. května 1763 navštívil Pontiac spolu s 50 Ottawy pevnost, aby obhlédl sílu osádky a opevnění. Podle francouzského kronikáře pronesl na další poradě tato slova: „Je pro nás důležité, mí bratři, vypudit z naší země tento národ, kterému jde jen o to nás zničit. Vy i já vidíme, že už nemůžeme získávat věci pro naše potřeby, tak jak se to dělo za našich bratrů Francouzů... Proto, mí bratři, musíme přísahat na jejich zničení a již déle nečekat. Nic nám v tom nemůže zabránit; jich je málo a my to můžeme dokázat.“
Válka (podrobněji viz Pontiacovo povstání) začala v květnu 1763, když se Pontiac a 300 bojovníků pokusili dobýt pevnost Detroit lstí. Plán se však nevydařil a Indiáni pevnost oblehli. Obléhací armáda čítala jednu dobu i přes 900 bojovníků z šesti kmenů. Mezitím poslové roznesli zprávu o Pontiacových akcích a válka se rozšířila na rozsáhlé území. V červenci 1763 porazili Pontiacovi bojovníci britský oddíl v bitvě u Bloody Run, ale nebyli schopni dobýt pevnost. V říjnu Pontiac obléhání zrušil a odešel do Illinois.
Mezitím Indiáni z mnoha kmenů začali napadat anglo-americké osady v Ohiu. Jak velký vliv měl na tyto útoky samotný Pontiac zůstává otázkou. Starší pojednání o válce ukazují Pontiaca jako divošského nicméně geniálního organizátora masivního „spiknutí“, které bylo pečlivě naplánované. (Parkman) Současní historikové obecně souhlasí, že Pontiacovy akce u Detroit byly jiskrou, jež zažehla rozsáhlé povstání. Sám Pontiac k rozšíření povstání velmi pomohl tím, že poslal posly k ostatním kmenům, aby se připojily, ale nevelel povstání jako celku. Například indiánští náčelníci v okolí pevností Pitt (Fort Pitt, Pensylvánie) a Niagara (Fort Niagara) již dlouho vyzývali k odporu vůči Britům a nepodléhali „velení“ Pontiaca. Podle Johna Sugdena Pontiac „nebyl ani organizátor ani stratég povstání, ale zažehnul ho tím, že se odvážil jednat. Jeho počáteční úspěch, úsilí a odhodlanost mu získaly dočasné vůdčí postavení, které neměl žádný z tehdejších domorodých náčelníků.“

## Pozdější období

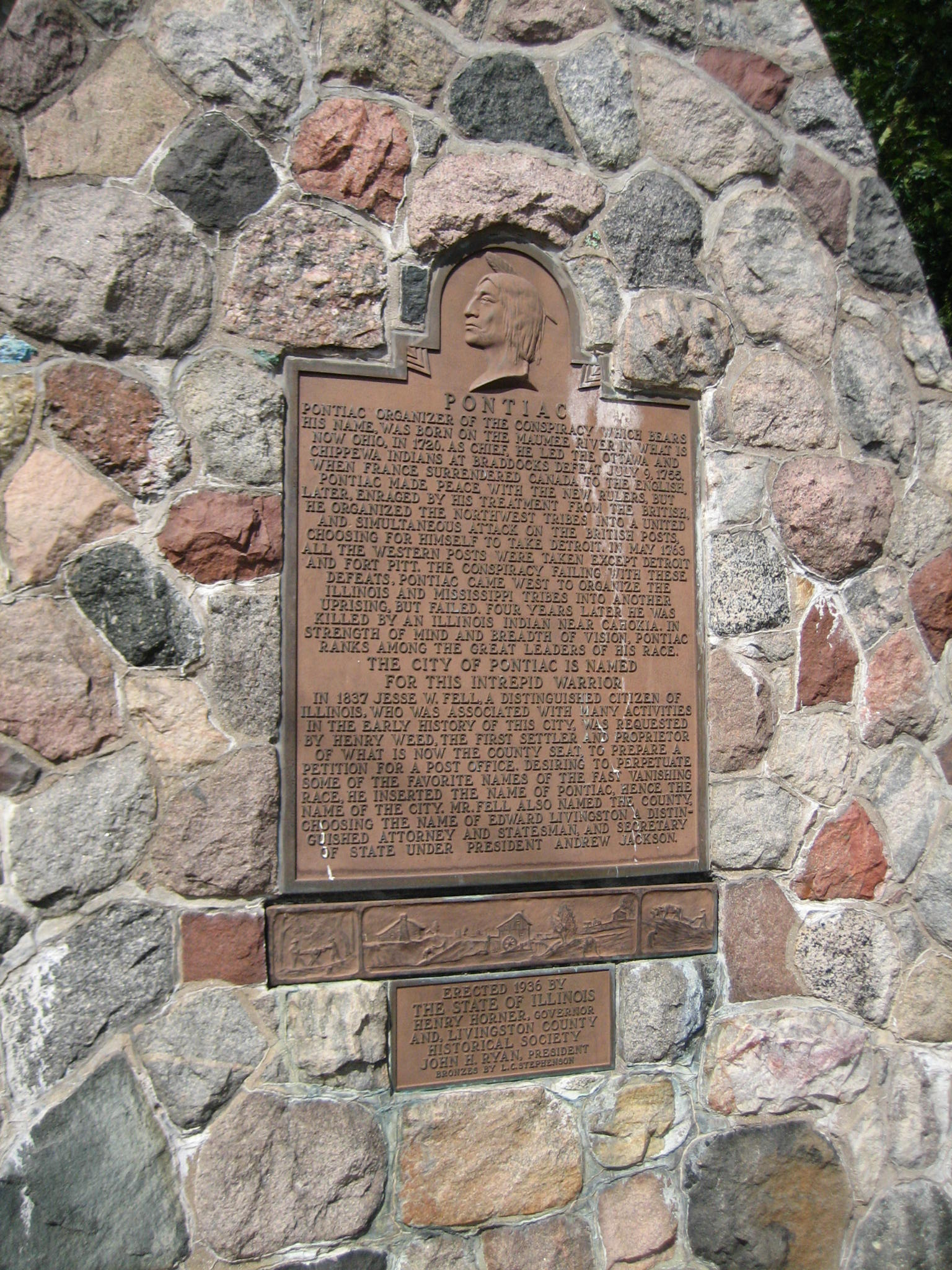
Pontiacův památník v Livingston County Courthouse in Pontiac, Illinois

Po přesunu do Illinois pokračoval Pontiac v podněcování protibritského odporu. Ačkoli Britové úspěšně potlačili povstání v oblasti Ohia, bylo jejich vojenské postavení vratké, a tak se rozhodli s ottawským náčelníkem jednat. Ačkoli Pontiacův vliv v okolí Detroitu upadl, získal si v Illinois a v oblasti řeky Wabash dobré postavení, proto Britové zaměřili diplomatické úsilí na jeho osobu. Vyslali do Illinois vyjednavače George Croghana. Ten se setkal s Pontiacem v létě 1765 a nešetřil na jeho osobu slovy chvály: "Je to bystrý, moudrý a málomluvný Indián, který požívá mezi svými druhy více respektu než jsem kdy u jakéhokoli Indiána viděl." Pontiac se sešel 25. července 1766 v Oswegu (Fort Ontario, New York) s britským pověřencem (superintendent) pro indiánské záležitosti sirem Williamem Johnsonem a formálně ukončil nepřátelství. Nicméně pozornost, kterou Britové věnovali Pontiacovi, vyvolávala mezi ostatními indiánskými náčelníky nelibost, neboť Pontiac si pak nárokoval větší moc, než jaká mu skutečně náležela. I díky tomu byl Pontiac postupně ostrakizován. V roce 1768 byl donucen opustit svou ottawskou vesnici na řece Maumee a vrátil se do Illinois. 20. dubna 1769 ho zde zavraždil Indián z kmene Peoria poblíž francouzské osady Cahokia. Šlo zřejmě o pomstu za to, že Pontiac dříve napadl a těžce zranil jeho strýce. Krátce poté se rozšířily různé zvěsti ohledně jeho smrti například, že si vraha najali Britové. Podle historika 19. století Francise Parkmana se po jeho zabití rozpoutala krutá pomsta na kmeni Peoria. Ačkoli je tato legenda stále občas opakována, neexistuje pro ní žádný důkaz.
Místo Pontiacova hrobu není známo, možná byl pohřben v Cahokii, ale jisté důkazy a tradice tvrdí, že to bylo v St. Louis.
Po Pontiacovi bylo pojmenováno několik měst (v Michiganu, Illinois, Quebecu) a značka automobilů.